# 苏州市规划展示馆
苏州市规划展示馆（英語：Suzhou Urban Planning Exhibition Hall）是一个位于江苏苏州市的规划展示馆。

## 历史
2004年6月28日至7月7日曾经在此举办第二十八届世界遗产大会，2005年6月改建后正式开馆，位于江苏苏州市姑苏区阊胥路32号，与百花洲公园隔河相望，占地面积34,779平方米，总建筑面积19,986平方米，由序厅、古代馆、现代馆组成。

## 营业时间
- 周二至周六：上午九点至下午四点半
- 周一、周日闭馆

## 交通
- 苏州轨道交通1号线养育巷站
- 苏州轨道交通5号线新市桥站